# Droga wojewódzka nr 616
Droga wojewódzka nr 616 (DW616) – droga wojewódzka o długości 49 km, łącząca DK57 w m. Rembielin z Ciechanowem. Droga dalej prowadzi do DK60.
Droga niemal w całości biegnie na terenie powiatu przasnyskiego i powiatu ciechanowskiego, jedynie krótki odcinek jest na obszarze powiatu mławskiego.

## Miejscowości leżące przy trasie DW616
- Rembielin (DK57)
- Krzynowłoga Mała
- Rzęgnowo
- Grudusk (DW544)
- Szulmierz
- Ciechanów (DW617)
- Ciechanów kierunek do (DK60)